# Miles a jövőből
A Miles a jövőből (eredeti címén Miles From Tomorrowland) 2015 és 2018 között futott amerikai 3D-s számítógépes animációs kalandsorozat, amelyet Sascha Paladino.
Amerikában először rövidfilmeket adtak január 19-23-ig az eredeti premierje 2015. február 6-án volt. Magyarországon először a Disney Junior mutatta be 2015. július 4-én, majd a Disney Channel 2016. május 16-án mutatta be.

## Cselekmény
A Miles a jövőből egy animációs űrkaland sorozat. A középpontjában a Callisto család áll, akik a Csillagszféra nevű űrhajón élnek és a Téridő Tranzit Alakulatnak (TTA) dolgoznak.

## Szereplők

### Főszereplők
| Szereplő          | Eredeti hang                                           | Magyar hang                                | Leírás |
| ----------------- | ------------------------------------------------------ | ------------------------------------------ | --- |
| Miles Callisto    | Cullen McCarthy (1. évad) Justin Felbinger (2–3. évad) | Nagy Gereben (1. hang) Tóth Márk (2. hang) | Egy lelkes és kíváncsi, kicsit meggondolatlan fiú. |
| Loretta Callisto  | Fiona Bishop                                           | Györke Laura                               | Miles nővére, zseniális technológus. Szeret irányelveket olvasni és követni a szabályokat.                                                                                         |
| Phoebe Callisto   | Olivia Munn                                            | Wégner Judit                               | Miles és Loretta anyja és a hajó kapitánya. Ambiciózus és rutinos nő, aki kiemelkedő a karrierjében.                                                                               |
| Leo Callisto      | Tom Kenny                                              | Posta Victor                               | Miles és Loretta apja, a hajó mérnöke. Pilóta és a feltaláló a családban. Leo demonstrálja a nyugodt hozzáállást, ami arra készteti, hogy innonatív módon oldja meg a problémákat. |
| Stella"           | Grey DeLisle                                           | Sipos Eszter Anna                          | A Stellosphere hajó számítógépes hangja. |
| M. E. R. C.       | Dee Bradley Baker                                      | Eredeti hang                               | A család robo-strucca, aki mindig Miles oldalán van. |
| Watson admirális" | Danny Jacobs                                           | Borbiczki Ferenc                           | A Holnapföldi Átkelési Hatóság egyik vezetője. |
| Crick admirális   | Diedrich Bader                                         | Szokol Péter                               | A Holnapföldi Átkelési Hatóság másik vezetője. |

### Mellékszereplő
| Szereplő       | Eredeti hang      | Magyar hang        | Leírás |
| -------------- | ----------------- | ------------------ | --- |
| Joe kapitány   | Adrian Grenier    | Seder Gábor        | Egy intergalaktikus bűnöző, Leo bátyja, valamint Miles és Loretta nagybátyja. Van egy robotkutyája is, Cap9. |
| Mr. Avon Xylon | Dee Bradley Baker | Cs. Németh Lajos   | Űrlény postás.                                                                                               |
| Blodger Blopp  | Sam Lavagnino     | Berecz Kristóf Uwe | Bobble és Blippy fia, Miles barátja.                                                                         |
| Gemma királynő | Grey DeLisle      | Udvarias Anna      | A dethaliak királynője.                                                                                      |

## Epizódok
| Évad | Évad | Epizódok | Eredeti sugárzás  | Eredeti sugárzás     | Magyar sugárzás  | Magyar sugárzás      | Magyar sugárzás | Magyar sugárzás | Magyar sugárzás   | Magyar sugárzás |
| Évad | Évad | Epizódok | Évadpremier       | Évadfinálé           | Évadpremier      | Évadfinálé           | Évadpremier     | Évadfinálé      | Évadpremier       | Évadfinálé      |
| Évad | Évad | Epizódok | Évadpremier       | Évadfinálé           | Disney Junior    | Disney Junior        | Disney Channel  | Disney Channel  | M2                | M2              |
| ---- | ---- | -------- | ----------------- | -------------------- | ---------------- | -------------------- | --------------- | --------------- | ----------------- | --------------- |
|      | 1    | 30       | 2015. február 6.  | 2016. március 18.    | 2015. július 4.  | 2016. április 18.    | 2016. május 16. |                 | 2018. március 5.  |                 |
|      | 2    | 25       | 2016. június 20.  | 2017. augusztus 26.  | 2016. október 1. | 2017. szeptember 15. |                 |                 | 2018. április 16. |                 |
|      | 3    | 21       | 2017. október 16. | 2018. szeptember 10. | Leadatlan        | Leadatlan            |                 |                 |                   |                 |